# فیلون بیبلوسی
فیلون هلنی (یا فیلون بیبلوسی) (به انگلیسی: Φίλων) (متولد ۶۴–۱۶۱ پ. م در بیبلوس لبنان)، نویسنده آثار یونانی-هلنی بود. فیلون در اصل از اهالی بیبلوس فنیقیه بود که در سده دوم پیش از میلاد می‌زیست. وی بعدها تبعه یونان شد و تالیفات خود را به زبان یونانی نوشت. از نوشته‌های او تنها بخش‌هایی به ما رسیده است.